# Margareta Olsson
Gun Kerstin Margareta Olsson, född 3 september 1939 i Landskrona församling i Malmöhus län, är en svensk skådespelare. 
Olsson utexaminerades från Statens scenskola i Malmö 1966.
Hon har medverkat i bland annat tv-serien Lycka till (1980) och Halvvägs till himlen som hade premiär på TV4 den 11 september 2013.

## Filmografi i urval
- Den nya människan (1979)
- Lycka till! (1980)
- Höjdhoppar'n (1981)
- Glappet (1997)
- Den som spar... (2005)
- Isprinsessan (2007)
- Love (2008)
- Irene Huss - nattrond (2008)
- Svamp (2011)
- Jävla pojkar (2012)
- Johan Falk - kodnamn: Lisa (2013)
- Halvvägs till himlen (2013)
- Förtroligheten (2013)
- Upp i det blå (2016)
- 2020 – Sommaren 85 (TV-serie)

## Teater

### Roller
| År   | Roll   | Produktion                                                            | Regi           | Teater             |
| ---- | ------ | --------------------------------------------------------------------- | -------------- | ------------------ |
| 1967 |        | Den bruna revolutionen Leif Liljedahl                                 |                | Riksteatern        |
| 1972 |        | Herrn går på jakt (Monsieur chasse!) Georges Feydeau                  | Christian Lund | Norrbottensteatern |
| 1974 |        | Huvudsaken är att kämpa väl? Lars Molin                               | Christian Lund | Norrbottensteatern |
| 1975 |        | Dalbotten u.p.a Arly Johansen                                         | Christian Lund | Norrbottensteatern |
| 1976 | Monica | I väntan på Bardot Lars Björkman och Sigvard Olsson                   | Christian Lund | Norrbottensteatern |
| 1976 |        | Den heliga familjen Rudolf Värnlund                                   | Christian Lund | Norrbottensteatern |
| 1977 |        | Hermelinarna eller drömmen om stålverket Lars Molin och Macke Nilsson | Christian Lund | Norrbottensteatern |
| 1983 |        | Tiden börjar på nytt Torbjörn Säfve                                   | Jarl Lindblad  | Norrbottensteatern |
| 1984 | Olga   | Tre systrar (Три сeстры, Tri sestry) Anton Tjechov                    | Göran Nilsson  | Norrbottensteatern |